# Hochwaidkopf
De Hochwaidkopf is een 2415 meter hoge berg in de Ötztaler Alpen in het Oostenrijkse Tirol.
De berg is een opvallende, ronde bergtop in de Kaunergrat, waar het een hoogtepunt vormt in een graat die vanaf de Rofelewand (3353 meter) naar de bergweide Arzler Alm bij Piösmes (gemeente St. Leonhard) in het Pitztal loopt. De Hochwaidkopf is iets hoger dan zijn directe buurtoppen, de Rosskopf (2305 meter) in het noorden en de Rappenkopf (2320 meter) in het zuidoosten. Op de plateauvormige top, die dankzij de steile rotspartijen een onmiskenbaar uiterlijk heeft, staat een steenmannetje als wegmarkering.
Beklimming van de berg voert over de Arzler Alm in zuidelijke richting. Een gemarkeerde weg loopt tot bij het Kreuzjoch. Hier gaat het verder bergop, tot net ten noorden van waar de graat van de Hochwaidkopf komt opzetten. Vandaar gaat het in zuidwestelijke richting tot daar waar beklimming over de zuidwestelijke graat naar de top voert.